# Хелмжа
Хѐлмжа (на полски: Chełmża; на немски: Culmsee) е град в Полша, Куявско-Поморско войводство, Торунски окръг. Административен център е на селската Хелмжинска община, без да е част от нея. Самият град е обособен в самостоятелна градска община с площ 7,84 км2.